# Pentheochaetes apicalis
Pentheochaetes apicalis es una especie de escarabajo longicornio del género Pentheochaetes, tribu Acanthocinini, subfamilia Lamiinae. Fue descrita científicamente por Melzer en 1935.
El período de vuelo ocurre durante el mes de noviembre.

## Descripción
Mide 8 milímetros de longitud.

## Distribución
Se distribuye por Bolivia, Brasil, Costa Rica, Nicaragua y Panamá.